# Кизильское
Кизи́льское — село, административный центр Кизильского района Челябинской области России. Расположено на юге области, в 328 км к юго-западу от центра области города Челябинска (по автодороге 348 км), при впадении реки Большой Кизил в реку Урал, в 18 км от железнодорожной станции Сибай.

## История
Основано в июне 1743 года губернатором Оренбургской губернии И. И. Неплюевым как военное поселение-крепость на сторожевой линии Троицк — Орск. Название происходит от реки Большой Кизил (от тюркского — красный, по красноватому цвету скальных выходов на её берегах).
Возникновение Кизильской крепости было связано с широкомасштабной политикой Российской империи по освоению обширной территории Оренбургской губернии, укреплению восточных границ и торговле с народами Средней Азии. Осматривая во время поездки территорию губернии между Орской и Верхнеяицкой крепостями, И.И. Неплюев распорядился создавать по удобным местам крепости и редуты и снабжать их гарнизонами. Выбор места под строительство крепостей и редутов зависел от оперативно-тактических характеристик местности, наличия водных источников, близости лугов и лесов.

О Кизильской крепости писал П. И. Рычков в своём труде «Топография Оренбургской губернии»: 
«Кизильская крепость, на устье реки Кизыля, которая вышла из гор, ввиду крепости находится и впадает тут в реку Яик. Эта крепость изрядное местоположение большей частью по реке Яику. Гарнизон её состоит из двух рот драгунских и из половины пехотной. Была построена церковь во имя Симеона-богоприимца и Анны-пророчицы. От Оренбурга до неё 428 вёрст с половиной. За ней в девятнадцати верстах редут Сыртинский».
Кизильское конца XIX - начала XX века — большая станица с населением около двух тысяч жителей. В центре её находилась белокаменная церковь во имя Симеона-богоприимца и Анны-пророчицы, вокруг которой по нескольку раз в год разворачивались многолюдные ярмарки, на которые съезжались жители всех окрестных селений, приезжали купцы из Верхнеуральска, приходили караваны из средней Азии. В станице было 356 дворов, жителей  1919 человек (1894). Главное их занятие — рыбоводство и добывание белой глины, залегающей в почве вблизи станицы и годной для фаянсового производства. 
Кизильская крепость была местом ссылки польских пленных солдат-конфедератов после подавления восстания 1794 г., декабристов и других. В середине XIX века крепость потеряла военное значение и стала казачьей станицей.
Административно входила в состав Верхнеуральского уезда Оренбургской губернии.

## Население
| 1959 | 1970  | 1979  | 1989  | 2002  | 2010  | 2021  |
| ---- | ----- | ----- | ----- | ----- | ----- | ----- |
| 3371 | ↗4333 | ↗5393 | ↗6700 | ↘6496 | ↗6651 | ↘5949 |

По итогам переписи населения 2020 года: русские — 75,9 %, башкиры — 10,2 %.

## Экономика
В Кизильском работают асфальтовый завод, ремонтно-технические предприятия, маслодельный завод, центральная усадьба акционерного предприятия «Южный Урал» и другие предприятия.

## Достопримечательности
- Обелиск на братской могиле партизан, погибших в 1921 году при обороне станицы.
- Геологический памятник природы Синий Шихан
- Парк Победы[11]
- Кизильский историко-краеведческий музей[12]
- Женский монастырь святых праведных Симеона Богоприимца и пророчицы Анны[13]

## Религия
Православные храмы
- Церковь Симеона и Анны